# J. P. Koch Fjord
J. P. Koch Fjord är en fjord i Grönland (Kungariket Danmark). Den ligger i den norra delen av Grönland.